# Dashboard Confessional
I Dashboard Confessional sono un gruppo musicale emo/alternative rock statunitense formatosi nel 1999 a Boca Raton, in Florida, retto principalmente dal cantante e chitarrista Christopher Ender Carrabba. Il gruppo ha vinto l'MTV2 Award agli MTV Video Music Awards con la canzone Screaming Infidelities nel 2002 e ha partecipato a diverse colonne sonore quali Shrek 2 e Spider-Man 2.

## Storia del gruppo

### Nascita del gruppo
All'età di quindici anni Christopher Ender Carrabba riceve in regalo la sua prima chitarra, tuttavia solo dopo aver terminato gli studi alla high school inizia a pensare seriamente di entrare nel mondo della musica. Per un paio d'anni suona così nel gruppo The Vacant e intanto lavora come insegnante elementare in Florida.
Dopo lo scioglimento del gruppo, Carrabba decide di entrare a far parte dei The Agency e con loro pubblica un album. Saranno però gli stessi membri ad incoraggiarlo ad intraprendere la carriera solista, rimanendo positivamente impressionati dalle registrazioni acustiche di Carrabba.
Egli però, al momento dello scioglimento del gruppo, decide anche questa volta di posticipare la carriera solista e di entrare a far parte di un gruppo emo, i Further Seems Forever, con cui incide un album, The Moon is Down.
Siamo nel 1999, ed è in questo anno che nascono i Dashboard Confessional come side project di Chris Carrabba, allora ancora membro dei Further Seems Forever. Il nome "Dashboard Confessional" deriva proprio da una delle sue canzoni, The Sharp Hint of New Tears, che contiene il testo "On the way home/This car hears my confessions." Al contrario però di ciò che normalmente si crede, il nome Dasboard Confessional si riferiva inizialmente soltanto a Chris Carabba, dal momento che egli pensava originariamente ad un progetto solista. Ciò nonostante Carrabba ha spesso portato con sé in tour degli amici, incluso l'ex componente dei Further Seems Forever Jerry Castellanos.
Nel 2002 Carrabba decide quindi di rendere permanente la formazione, che attualmente comprende Chris Carrabba (voce e chitarra), John Lefler (chitarra), Scott Schoenbeck (basso, in precedenza membro dei The Promise Ring) e Mike Marsh (batteria). Oltre a questi, anche l'amico di Chris e chitarrista John Ralston e la violinista Susan Sherouse hanno partecipato spesso a registrazioni ed esibizioni.

### Il successo
Dopo l'uscita nel 2000 del suo primo EP da solista, Chris Carrabba viene messo sotto contratto dalla Vagrant Records e nello stesso anno esce il primo album The Places You Have Come To Fear The Most, contenente canzoni principalmente composte da chitarra e voce.
Nel 2001 esce il secondo album The Swiss Army Romance, lavoro sempre acustico con sonorità emo.
Nel 2002 esce il live MTV Unplugged 2.0; c'è da notare che i Dashboard Confessional sono in questo caso uno dei pochi gruppi che, nonostante i modesti numeri di vendite, siano riusciti a partecipare ad un MTV Unplugged.
Il successivo album, nel 2003, segnerà una leggera inversione di rotta: A Mark, a Mission, a Brand, a Scar si allontana infatti dai tipici suoni acustici: Chris Carrabba si avvale questa volta della collaborazione di alcuni amici al basso, alla batteria e nei cori di sottofondo, mentre l'album viene prodotto da Gil Norton (già produttore per i Foo Fighters e i Pixies).
I Dashboard Confessional collaborano intanto ad alcune colonne sonore di film: nel 2004 esce il singolo Vindicated, presente nei titoli di coda di Spider-Man 2, mentre As Lovers Go fa parte della colonna sonora di Shrek 2.
Nel maggio del 2005 i Dashboard Confessional tornano in studio per registrare il loro quinto album, avvalendosi della collaborazione di Daniel Lanois, già co-produttore di album come So di Peter Gabriel e The Joshua Tree degli U2, nonché produttore di Time Out of Mind di Bob Dylan.
Il 27 giugno 2006 esce quindi Dusk and Summer e il primo singolo è Don't Wait, seguito da Stolen. Sarà proprio Stolen che, a distanza di più di un anno, verrà pubblicato come singolo, stavolta in duetto con il gruppo tedesco Juli. Il singolo esce il 20 luglio 2007. quest'ultima canzone verrà in seguito utilizzata in 'un amore di testimone' nella scena finale del film.
Il quinto album in studio, The Shade of Poison Trees è uscito il 2 ottobre 2007, seguito il 10 novembre 2009 da Alter the Ending.

## Formazione

### Formazione attuale
- Chris Carrabba - voce, chitarra ritmica, pianoforte (1999-presente)
- John Lefler - chitarra solista, piano, voce secondaria (2002-presente)
- Scott Schoenbeck - basso (2002-presente)
- Mike Marsh - batteria, percussioni (2002-presente)

### Turnisti
- Jerry Castellanos - chitarra, voce secondaria (2000, 2003)
- Dan Bonebrake - basso, voce secondaria (2002)
- John Ralston - chitarra (2000, 2002, 2006)
- Susan Sherouse - violino (2006-2007)
- Mike Stroud - tastiera (2007)
- Andrew Marshall - chitarra (2007)

## Discografia

### Album in studio
- 2000 - The Swiss Army Romance
- 2001 - The Places You Have Come to Fear the Most
- 2003 - A Mark, a Mission, a Brand, a Scar
- 2006 - Dusk and Summer
- 2007 - The Shade of Poison Trees
- 2009 - Alter the Ending
- 2018 - Crooked Shadows
- 2022 - All the Truth That I Can Tell

### Album dal vivo
- 2002 - MTV Unplugged 2.0

### Raccolte
- 2007 - The Wire Tapes Vol. 1

### EP
- 2001 - The Drowning EP
- 2001 - So Impossible EP
- 2002 - Summer's Kiss
- 2006 - Sessions@AOL

### Split
- 2010 - Swiss Army Bro-Mance (con i New Found Glory)

### Singoli
- 2002 - Screaming Infidelities
- 2002 - Saints and Sailors
- 2003 - Hands Down
- 2004 - Rapid Hope Loss
- 2004 - Vindicated
- 2006 - Don't Wait
- 2006 - Stolen
- 2007 - Stolen (feat. Juli)
- 2007 - Thick as Thieves
- 2007 - These Bones
- 2009 - Belle of the Boulevard

### Apparizioni in compilation
- 2019 - Punk Goes Acoustic 3